# Ainettijärvi
Ainettijärvi är en sjö i Pajala kommun i Norrbotten och ingår i Torneälvens huvudavrinningsområde. Sjön har en area på 0,655 kvadratkilometer och ligger 210,4 meter över havet. Ainettijärvi ligger i Tervavuoma Natura 2000-område. Sjön avvattnas av vattendraget Ainettijoki.

## Delavrinningsområde
Ainettijärvi ingår i det delavrinningsområde (750174-179943) som SMHI kallar för Utloppet av Ainettijärvi. Medelhöjden är 251 meter över havet och ytan är 45,23 kvadratkilometer. Det finns inga avrinningsområden uppströms utan avrinningsområdet är högsta punkten. Ainettijoki som avvattnar avrinningsområdet har biflödesordning 3, vilket innebär att vattnet flödar genom totalt 3 vattendrag innan det når havet efter 272 kilometer. Avrinningsområdet består mestadels av skog (43 procent) och sankmarker (54 procent). Avrinningsområdet har 0,82 kvadratkilometer vattenytor vilket ger det en sjöprocent på 1,8 procent.